# The Green Alarm
The Green Alarm é um curta-metragem de comédia mudo norte-americano, realizado em 1914, com o ator cômico Oliver Hardy.

## Elenco
- Billy Bowers - Hokus
- Oliver Hardy - Mike (como O.N. Hardy)
- Raymond McKee - Jake
- Frank Griffin - Chefe de polícia (como Frank C. Griffin)